# Radioamador em Portugal
Por radioamador entende-se o aficionado pelos estudos de transmissão e recepção de ondas eletromagnéticas, bem como a criação e aperfeiçoamento de novos modos e protocolos de comunicação de sinais, voz, dados ou imagem, em frequências compreendidas entre 30 kHz e 300 GHz. A actividade de um radioamador é interpretada por muitos cidadão comuns como um “hobbie” simples, uma forma vulgar de matar tempo ou até mesmo um desporto.
Contudo, é relevante considerar que a interdisciplinaridade do Radioamadorismo tem sido ao longo de mais de um século de saber e conhecimento sobre as ciências radioeléctricas, um meio de estudo e de investigação científica para muitas centenas de milhares de investigadores de todo o mundo ligados à indústria, à investigação e desenvolvimento da Rádio, é no essencial, um meio de auto aprendizagem sobre as técnicas e as ciências da rádio, nas vertentes do radioamadorismo desportivo ou de lazer, mas também do radioamadorismo científico com factores de qualificação e utilidade pública.
Por definição, radioamador é aquele que utiliza de seus equipamentos de radiocomunicação, amparados por licença de operação emitida pelos órgãos de regulamentação de telecomunicações dos governos federais - Anacom em Portugal - sem fins comerciais, com finalidade de estudos, aprimoramento pessoal e integração entre os povos. São os radioamadores a reserva de comunicações das quais possuem as nações, em caso de falha dos meios oficiais de comunicações.

## Aspectos sociais
Há quem veja um radioamador como um ser estranho, um tipo que de alguma forma gosta de comunicar com pessoas que não conhece e de escutar conversas de outros radioamadores onde a sua presença é desconhecida.
O radioamador também não colhe as melhores simpatias nos vizinhos que abominam as horríveis antenas nos telhados e ganham problemas nervosos com as interferências nas televisões.
Pois é sempre na hora da novela ou no jogo do Benfica que a bendita televisão começa a fazer chuva!
Infelizmente esta deve ser a opinião generalizada entre os cidadãos que de alguma forma já conheceram um radioamador ou até mesmo partilham vizinhança com algum.
Hoje em dia, com o melhoramento dos equipamentos receptores de TV, que obedecem a normas de construção europeias, as interferências são mais raras. Também o melhoramento na distribuição do sinal de TV contribuiu significativamente para o fim das interferências e por estes aspectos a harmonia vai aparecendo entre vizinhos.
Em Portugal hoje há cerca de 6.500 radioamadores licenciados, embora muitos deles apenas com actividades esporádicas, ainda é possível reunirem-se, nas ocasiões e eventos levados a cabo pelas associações, centenas de radioamadores a confraternizar, como ocorre nas feiras da Rádio é um dos exemplos.
Curiosamente, no “ar” onde correm as ondas hertzianas, há muito pouco tráfego.Isto deve-se em grande parte à simplicidade das novas tecnologias como a Internet e os baixos custos dos telemóveis que vieram fazer com que muitos radioamadores cessassem a suas actividades, e que em verdade serviu para selecionar dentre os radioamadores aqueles que realmente gostam do radioamadorismo na sua essência.

## Faixas de frequência do serviço de amador em Portugal (QNAF 2011)
Banda LF (30 a 300 kHz)
- 135,7 - 137,8 kHz

Banda MF (300 a 3000 kHz)
- 1.810 - 1.850 kHz

Banda HF (3 a 30 MHz)
- 3.500 - 3.800 kHz
- 7.000 - 7.200 kHz
- 10.100 - 10.150 kHz
- 14.000 - 14.350 kHz
- 18.068 - 18.168 kHz
- 21.000 - 21.450 kHz
- 24.890 - 24.990 kHz
- 28 - 29,7 MHz

Banda VHF (30 a 300 MHz)
- 50 - 52 MHz
- 70,1570 - 70,2875 MHz
- 144 – 146 MHz

Banda UHF (300 a 3000 MHz
- 430 - 440 MHz
- 1.240 - 1.300 MHz
- 2.300 - 2.850 MHz

Banda SHF (3 a 300 GHz)
- 10 - 10,50 GHz
- 24 - 24,25 GHz
- 47 - 47,2 GHz
- 75,5 – 81 GHz
- 122,25 – 123 GHz
- 134 – 141 GHz
- 241 – 250 GHz

## Bandas de operação
Dentro do espectro das ondas de rádio existem muitas bandas “frequências” estas começam nos 1,820 MHz (onda média) e vão até 300 GHz (micro-ondas), cujas frequências aos radioamadores atribuídas, seja como base primária (exclusivo ou prioritário aos radioamadores) seja como base secundária (compartilhadas e não prioritárias aos radioamadores) são determinas pela IARU e compreendem as seguintes bandas:
- 160 metros - 1800–1900 kHz
- 80 metros - 3500–3850 kHz
- 40 metros - 7000–7300 kHz
- 30 metros - 10300–10450 kHz
- 20 metros - 14000–14450 kHz
- 15 metros - 21000–21450 kHz
- 12 metros - 24000–24300 kHz
- 10 metros - 28000–29300 kHz
- 6 metros - 50-52 MHz
- 2 metros - 144-146 MHz
- 130 cm - 220-240 MHz
- 70 cm - 430-440 MHz
- 23 cm - 1,2 GHz

As bandas mais usadas são as chamadas ondas curtas, que estão compreendidas nas frequências 3,500 MHz até 30 MHz, onde os Radioamadores fazem o chamado “CQ”, resultando muitas vezes contatos para o estrangeiro.
Na verdade com umas antenas simples como arames e potências reduzidas um radioamador pode comunicar facilmente com outro em qualquer pais do mundo, dependendo das condições de propagação.
As frequências acima dos 30 MHz são geralmente usadas para comunicações locais, tal como os 144 MHz e os 432 MHz.
Estas altas-frequências são muito usadas por estações móveis, que com a rede nacional de repetidores conseguem cobrir facilmente todo o país.

## Modos
As comunicações são geralmente em três modos distintos: em fonia, em código Morse ou dados.
Fonia é em voz normal e esta pode ser modulada em Frequência (FM), em Amplitude (AM), em portadora suprimida (SSB) e o idioma geralmente usado nos contatos com povos não lusófonos é o inglês.
O código Morse (CW), ainda muito usado pelos amadores, que, a despeito do avanço na qualidade técnica dos equipamentos é mantido como uma tradição a ser preservada. Dentre as características desse modo, mesmo em dias de propagação fraca é possível obter-se um bom comunicado, apesar da relação sinal/ruido baixa.
Os modos digitais mais comuns são o RTTY, AmTOR, PSK31, Hellsreiber, Packet, SSTV, cada qual apresentando características específicas e codificadas em protocolo ASCII e AX.25. Tais aplicações permitem a transmissão de textos e imagens, bastante uteis na divulgação de boletins ou comunicados nos quais as condições para fonia sejam insatisfatórias.
Os diversos modos somam-se entre si permitindo recursos de comunicação e principalmente pesquisa na criação e aprimoramento de novos meios, considerando-se as finalidades do radioamadorismo, constitui-se pois o terreno ideal para tais práticas e pesquisas.
As actividades dos radioamadores podem ser muito distintas, compreendendo atividades de “DX”, nas quais se pretende o estabelecimento de contatos à longas distancias; atividades de comunicados locais e de pequena distancia; atividades de concursos (contestes no Brasil), nas quais são estabelecidas regras de pontuações conforme o número, tipo de estação e região contactados; comunicações via satélites da AMSAT e comunicações com satélites tripulados, como a Estação Espacial Internacional; comunicados através de reflexão lunar e meteórica.

## Regulamentação e acesso
Em Portugal existem 3 classes de Radioamadores 1, 2 e 3 estas distinguem-se pelo indicativo de chamada e o detentor de cada licença tem mais ou menos permissão de uso de frequências e potencia consoante a sua classe. Existe ainda 3 classes anteriores ao actual regulamento que são as classes A, B e C que continuarão a existir enquanto houver radioamadores nessas classes, nao sendo possível fazer exame para essas classes anteriores.
Estas classes são atribuídas mediante um exame que é pedido pelo interessado à Anacom, autoridade nacional que tutela as comunicações.
Os exames consistem em questões de electrónica, rádio-electricidade e legislação.
A Lei portuguesa  expressa a relação entre o Certificado de Amador Nacional (CAN) e o Certificado de Operador de Estação de Radioamador (COER), sendo a relação:
- CAN - Classe 1 → COER - Classe A
- CAN - Classe 2 → COER - Classe B

## Equipamentos
Desde os primórdios do advento do radioamadorismo, os equipamentos eram construídos pelos próprios radioamadores, utilizando materiais e técnicas disponíveis na época (válvulas, capacitores, resistores, bobinas de indução. Tal prática continuou com o advento do transístor e praticamente cessou com o advento dos circuitos integrados e placas SMD, que passaram a exigir equipamentos adicionais para montagem e calibração que fugiram do alcance do radioamador médio.
Os rádios e equipamentos que os Radioamadores hoje usam são muito diversos: uns são muito sofisticados e podem custar até 10 mil € mas o preço de um rádio normal ronda os 1000€, no mercado de segunda mão andam em torno dos 300€
Claro que há ainda quem goste de construir o seu próprio equipamento e estas pessoas são muito apreciadas no panorama do radioamadorismo mundial. Em Portugal há muitos bons técnicos Radioamadores a trabalhar com rádios “caseiros” e que normalmente são muitos respeitados pela comunidade de radioamadores, pois é neles que reside o conhecimento.

## Registo dos comunicados
Por força de regulamentação, os radioamadores devem manter o registro dos comunicados realizados e reza a tradição e etiqueta, que tais contatos sejam confirmados através da emissão e troca de cartões QSL, nos quais são registrados data, horário, frequência e nível de sinais recebidos.
O radioamadorismo visa a partilha de conhecimentos técnicos e todos os países desenvolvidos podem relacionar o seu estado de democratização e nível tecnológico pela percentagem de radioamadores na sua população e seus conhecimentos. No tempo da União Soviética, eram muitas raras as estações escutadas daquelas partes e há países onde o radioamadorismo está proibido, tal como a Coreia do Norte e alguns estados Islâmicos.
Países, por razões económicas, políticas ou escassa população, são muito pretendistas pelos praticantes de DX e concursos, em função da raridade com que tais estações são captadas em Portugal. São estes países raros que se tornam “figurinhas” para aqueles que coleccionam cartões. Muitos radioamadores têm como objectivo estabelecer contacto com todos os países do mundo, por isso a falta destes países leva-os a esperar décadas para verem o seu “log” completo.
Certamente, em nossos dias, contactos que mais entusiasmam os radioamadores são aqueles confirmados com a Estação Espacial Internacional, onde estava em missão o Astronauta Bill McArtur. Note-se, todos os astronautas e cosmonautas são licenciados radioamadores em seus respectivos países de origem, mostrando a importância que a NASA, Agência Espacial Europeia e Agencia Espacial Russa atribuem às pesquisas e comunicados com radioamadores, que se constituem como um back-up de comunicações, caso falhem os meios principais de comunicação durante as missões espaciais.

## Associações de Radioamadores em Portugal
- Rede dos Emissores Portugueses
- Associação de Radioamadores do Alto Minho
- Associação de Radioamadores do Alto Tâmega
- Associação de Radioamadores da Beira Alta
- Associação de Radioamadores da Beira Baixa
- Associação de Radioamadores de Coimbra
- Associação de Radioamadores do Distrito de Leiria
- Associação de Radioamadores entre o Douro e Tâmega
- Associação Radioamadores de Cascais[3]
- Associação de Radioamadores do Litoral Alentejano
- Associação de Radioamadores da Região de Lisboa
- Associação de Radioamadores do Ribatejo
- Associação de Radioamadores da Vila de Moscavide
- CS5CEP – Centro Espacial Português, centro de rastreio de satélites criado pelo Observatório Aeroespacial de Oeiras em parceria com o IST-Tagus através da AMRAD
- AMRAD - Associação Portuguesa de Amadores de Rádio para a Investigação Educação e Desenvolvimento
- ARADO - Associação de Radioamadores do Oeste
- GPDX - Grupo Portugues de DX
- GRC - Grupo de Radioamadorismo e Científico do Concelho de Cascais
- Liga Amadores Rádio Sintra
- NRISEL - Núcleo de Radioamadorismo do Instituto Superior de Engenharia de Lisboa
- Núcleo de Radioamadores de Coimbra
- Núcleo de Rádioamadores da Armada
- NRAETTUA - Núcleo de Radioamadores da Associação de Electrónica Telecomunicações e Telemática da Universidade de Aveiro
- Rádio Clube de Loulé
- TRGM-Tertúlia Radioamadorística Guglielmo Marconi

Associações Nacionais reconhecidas e registadas pela ANACOM - Autoridade Nacional de Comunicações (registo de 2016):
| AMSAT-CT       | Associação Observatório Aeroespacial Amadores Satélite-CT                                 |
| AMSAT-PO       | Associação de Amadores de Satélite de Portugal                                            |
| ANARPROCIV     | Associação Nacional de Radioamadores em Protecção Civil                                   |
| AMRAD          | Associação Portuguesa de Amadores de Rádio para a Investigação Educação e Desenvolvimento |
| ARA            | Associação de Radioamadores dos Açores                                                    |
| ARADO          | Associação de Radioamadores do Oeste                                                      |
| ARAL           | Associação de Radioamadores do Distrito de Leiria                                         |
| ARAM           | Associação de Radioamadores do Alto Minho                                                 |
| ARAS           | Associação de Radioamadores da Amadora-Sintra                                             |
| ARAT           | Associação de Radioamadores do Alto Tâmega                                                |
| ARBA           | Associação de Radioamadores da Beira Alta                                                 |
| ARBB           | Associação de Radioamadores da Beira Baixa                                                |
| ARBL           | Associação de Radioamadores da Beira Litoral                                              |
| ARC            | Associação de Radioamadores de Coimbra                                                    |
| ARCN           | Associação de Radioamadores do Centro Norte                                               |
| ARCP           | Associação de Radioamadores da Costa de Prata                                             |
| ARETD          | Associação de Radioamadores entre Tâmega e Douro                                          |
| ARF            | Associação de Radioamadores das Flores                                                    |
| ARG            | Associação de Radioamadores da Graciosa                                                   |
| ARLA           | Associação de Radioamadores do Litoral Alentejano                                         |
| ARLC           | Associação de Radioamadores da Linha de Cascais                                           |
| ARMA           | Associação de Radioamadores Marienses                                                     |
| ARMI           | Associação de Radioamadores do Minho                                                      |
| ARN            | Associação de Radioamadores do Nordeste                                                   |
| ARR            | Associação de Radioamadores do Ribatejo                                                   |
| ARRLX          | Associação de Radioamadores da Região de Lisboa                                           |
| ARRM           | Associação de Radioamadores da Região da Madeira                                          |
| ARVM           | Associação de Radioamadores da Vila de Moscavide                                          |
| ASSOCIACAO CT3 | Associação CT3 Madeira Contest Team                                                       |
| ARPV           | Associação dos Radioamadores da Praia da Vitória                                          |
| AZDXG          | Azores DX Group                                                                           |
| AZORES DX TEAM | Azores DX Team                                                                            |
| CRA            | Clube de Radioamadores dos Açores                                                         |
| CRE            | Clube de Radioamadores do Entroncamento                                                   |
| GIRA           | GIRA - Grupo de Investigação de Radiocomunicações e Ambiente                              |
| GPDX           | Grupo Português de DX                                                                     |
| GRC            | GRC - Grupo de Radioamadorismo e Científico do Concelho de Cascais                        |
| GRP            | Grupo de Radioamadores do Pico                                                            |
| LARS           | Liga Amadores Rádio Sintra                                                                |
| LART           | Liga de Amadores de Rádio Transmissões                                                    |
| NRA            | Núcleo de Radioamadores da Armada                                                         |
| NRC            | Núcleo de Radioamadores de Coimbra                                                        |
| Oeste DX Gang  | Oeste DX Gang, Associação                                                                 |
| RCL            | Radioamador Clube de Loulé                                                                |
| RCO            | Radioamadores Centro Oeste                                                                |
| REP            | Rede dos Emissores Portugueses                                                            |
| TRGM           | Tertúlia Radioamadorística Guglielmo Marconi                                              |
| TRPV           | Tertúlia de Radioamadores da Praia da Vitória                                             |
| URA            | União de Radioamadores dos Açores                                                         |